# Horst Georg Schreiber
Horst Georg Schreiber (* 25. Juli 1928; † 11. Dezember 2010 in München) war ein deutscher Jurist und Sportfunktionär.

## Werdegang
Schreiber studierte Rechtswissenschaften in München und Harvard. 1959 ließ er sich in München mit einer eigenen Kanzlei als Rechtsanwalt nieder.
Er wurde 1980 zum Generalsekretär des Internationalen Sportschützen-Verbandes (ISSF) gewählt und blieb bis zu seinem Tod in diesem Amt.

## Ehrungen
- 1987: Blaues Kreuz der ISSF
- 1992: Bundesverdienstkreuz am Bande
- 1992: Olympischer Orden in Silber